# 东北振兴
東北振興通常是指由中华人民共和国国务院實行的一系列針對中国东北地区工業和经济的振興計劃。該計劃包括國家的實際撥款資金援助，以及相對應的優惠政策。實行該計劃的東北地區包括黑龍江、吉林和遼寧三省以及内蒙古自治区東部（即“蒙东地区”，包括现在的呼伦贝尔市、兴安盟、通辽市、赤峰市和锡林郭勒盟）。

## 背景
中華人民共和國建國初期，在第一个五年计划（1953—1957年）和第二个五年计划（1958—1962年）期间，国家规划的156项重点工程中有56项分布于中国东北地区。 同时，中国东北还继承了伪满洲国时期留存的工业基础，因此被誉为“社会主义工业建设的摇篮”。加之丰富的石油资源支撑，一度成为全国制造业产值最为发达的地区。
1990年代，国有企业改革、改制导致大批國有企業工人下岗失業，在国有企业主导的东北地区产生影响巨大。东北被称为“最后的计划经济堡垒”，既体现了计划经济的辉煌，也集中了计划体制的弊端。国企改革是东北老工业基地的重头戏。由于体制性、结构性矛盾突出，东北的经济发展滞缓，相当一部分国有企业陷入困境，设备、技术老化，竞争力下降，就业矛盾突出，这一幕被称作“东北现象”。

## 沿革

### 首輪东北振兴
2003年9月10日，总理温家宝在北京主持召开国务院常务会议，研究实施东北地区等老工业基地振兴战略问题，提出了振兴东北地区等老工业基地的指导思想和原则、主要任务及政策措施；9月29日，中共中央总书记胡锦涛在北京主持召开中共中央政治局会议。会议指出，支持东北地区等老工业基地振兴，是十六大从全面建设小康社会全局着眼提出的一项重大战略任务。
2003年10月5日，中共中央、国务院发布《中共中央 国务院关于实施东北地区等老工业基地振兴战略的若干意见》。此後中华人民共和国国务院設置“振兴东北地区等老工业基地领导小组办公室”，由时任國家發展與改革委員會副主任張國寶兼任辦公室主任，对东北地区进行工業，經濟上的發展协调。2006年，中央人民政府將振興東北老工業基地擬訂爲國策，東北三省地區成爲中國第三個大型的經濟紐帶，另外兩個分別是长江三角洲以及珠江三角洲。
经过10年的发展，2013年、2014年开始随着全国经济的放缓，东北产业结构偏向原材料供应的劣势凸显，辽宁、黑龙江、吉林三省的增速均为全国后五名，與產煤大省山西省成为中国经济发展最慢的几个地区，特别是辽宁省连续两年增速居全国最末。大城市中，沈阳、大连陷入负增长，长春、哈尔滨虽然增速尚可，但工业没有明顯起色，而且东北三省下轄的众多小城市均陷入负增长。

### 新一轮东北全面振兴战略
有鑒於效果不彰，2016年4月26日，《中共中央 国务院关于全面振兴东北地区等老工业基地的若干意见》發佈，被外界視為中共中央開始实施新一轮东北振兴战略，此次與以往單純從外界投注資本與減免不同，特別檢討了上次失敗的核心重大弊病，如開始建議針對開放思維改革、勇於破產重組、健全法制標準、民營推動力度不足等內部頑疾下去治理。
新冠疫情結束後，中國面臨老齡化以及房地產失速等問題。而此後讓東北的產業振興方向也有所變化，一方面工廠需要走上自動化與機械化，並從其擅長的原材料重工，趨轉向以製造業為主的簡單加工，尤其自俄羅斯被制裁後，對當地的機械廠也成為一個重大機遇，似乎更著重於進出口的輕工業基礎。同時旅遊業、文娛為主等對外服務業也被培養發展，同時東北一直有較為密集的國企，推動国企民營化也成為了重點事項，並明顯加強了污染的治理。

## 政策导向

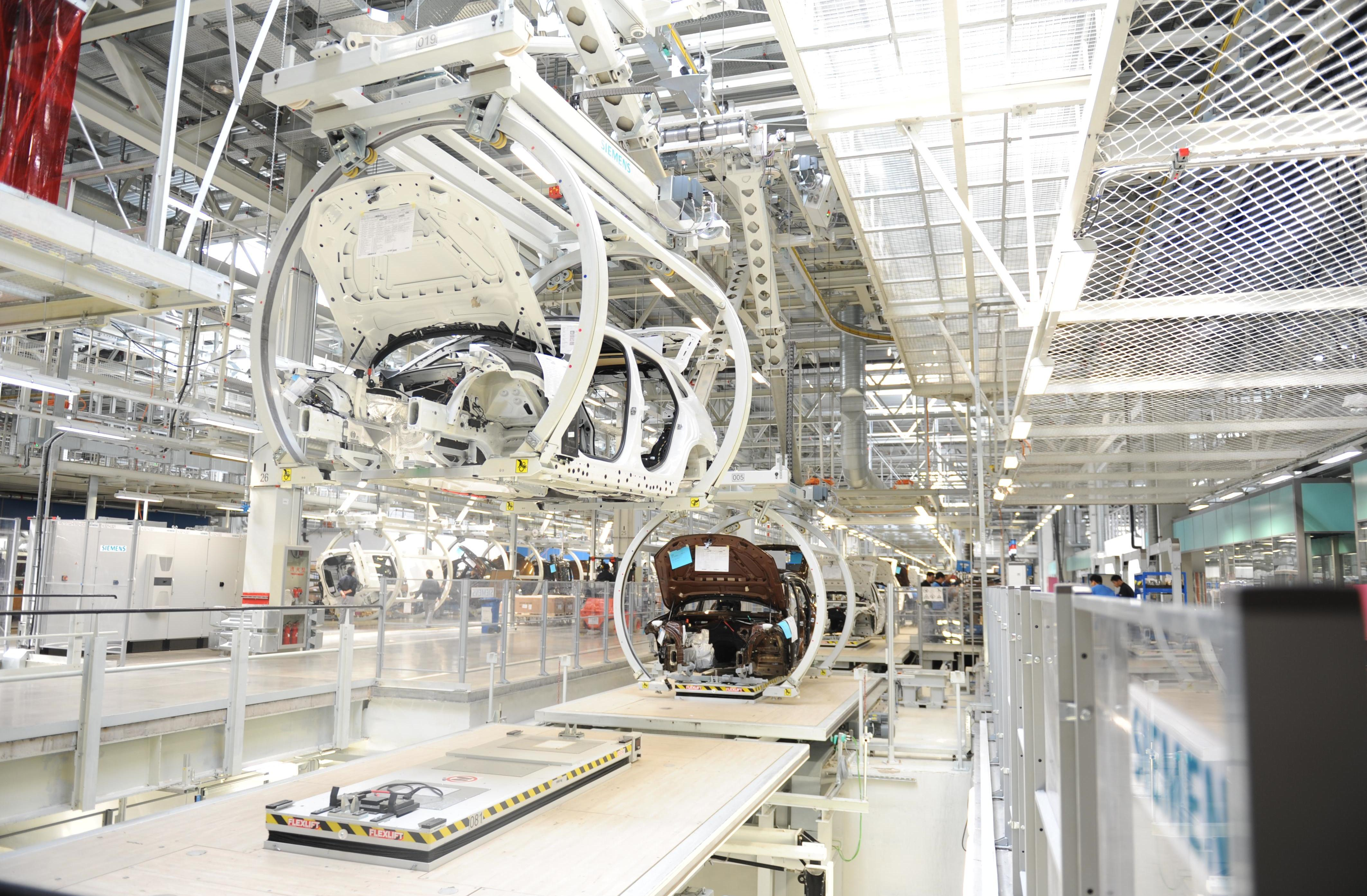
中德装备园的BMW廠

### 工業

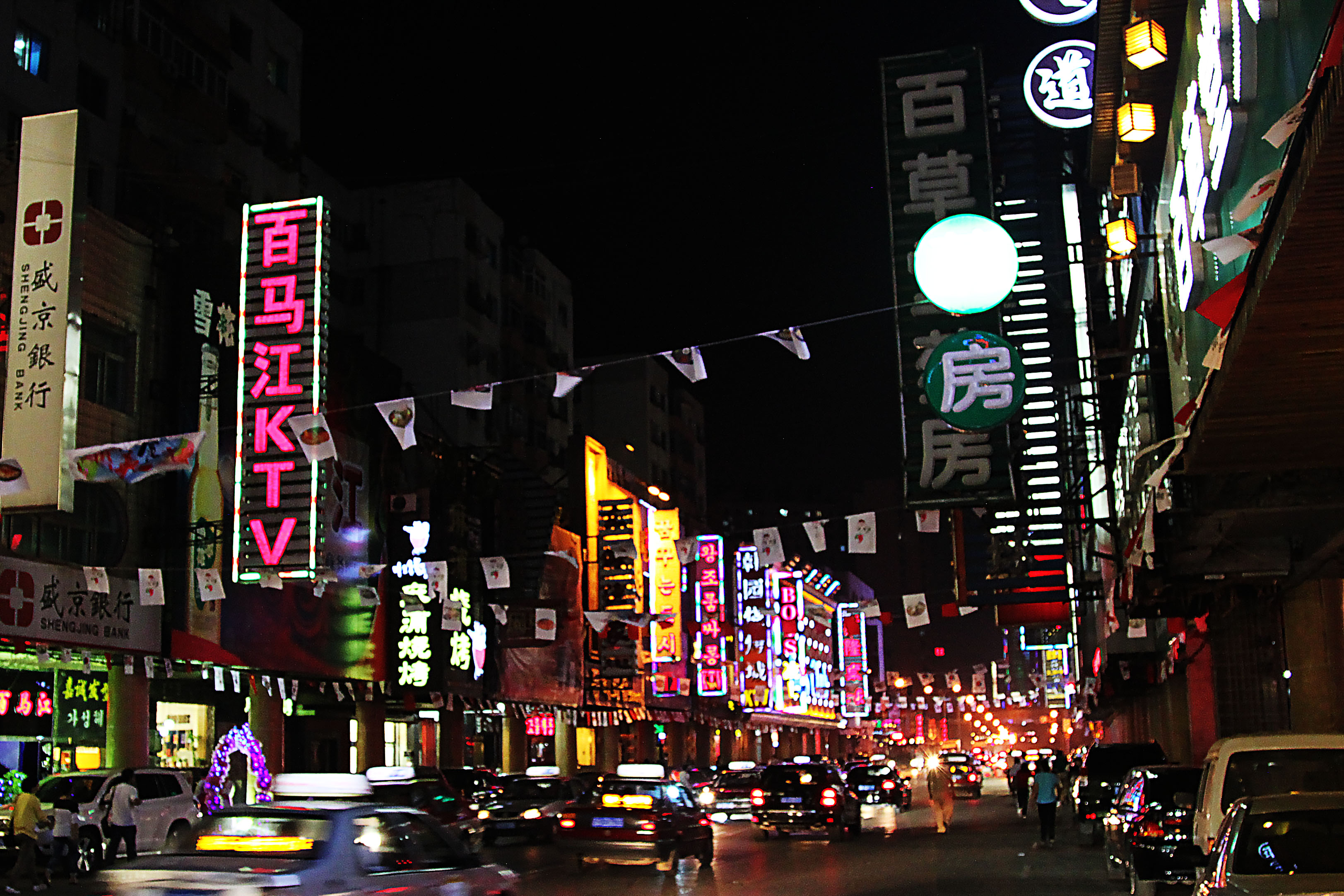
瀋陽西塔街的服務業

被中央提及的主要被振興的工業有石油、化工、汽車、進出口貿易以及輕工業製造等。

### 交通
目前运营中的鐵路主要幹道包括哈爾濱至大連的哈大客运专线以及大連市至牡丹江市的东北东部铁路，亦有长春市至吉林市的长吉城际铁路，吉林市至哈尔滨、沈阳的铁路复线建设，哈爾濱市至齐齐哈尔市的哈齐客运专线以及哈爾濱市至牡丹江市的哈牡客运专线。公路方面包括了吉林市至哈尔滨、沈阳高速公路建设，长吉高速公路扩容，沈大高速公路的道路擴容等。

### 服务业
旅游业